# Sergio Pedretti
Sergio Pedretti (* 7. Dezember 1931 in Bologna) ist ein ehemaliger italienischer Autorennfahrer, der Rennen unter dem Pseudonym Kim bestritt.

## Karriere im Motorsport
Die Wahl des Pseudonym Kim ging auf die Verehrung zurück, die Pedretti der US-amerikanischen Schauspielerin Kim Novak entgegenbrachte. Zwischen 1957 und 1965 war Pedretti vor allem bei Sportwagenrennen am Start. In dieser Zeit war er regelmäßiger Teilnehmer der Targa Florio, wo der vierte Rang 1964, gemeinsam mit Alfonso Thiele, seine beste Platzierung im Schlussklassement war. 1957 war er bei der letzten Mille Miglia am Start gewesen und wurde bei seinem einzigen Start beim 24-Stunden-Rennen von Le Mans 1963 disqualifiziert.

## Statistik

### Le-Mans-Ergebnisse
| Jahr | Team                  | Fahrzeug                | Teamkollege        | Platzierung     | Ausfallgrund |
| ---- | --------------------- | ----------------------- | ------------------ | --------------- | ------------ |
| 1963 | Scuderia St. Ambroeus | Alfa Romeo Giulietta SZ | Giampiero Biscaldi | Disqualifiziert |              |

### Einzelergebnisse in der Sportwagen-Weltmeisterschaft
| Saison | Team                   | Rennwagen                                     | 1   | 2   | 3   | 4   | 5   | 6   | 7   | 8   | 9   | 10  | 11  | 12  | 13  | 14  | 15  | 16  | 17  | 18  | 19  | 20  | 21  | 22  |
| ------ | ---------------------- | --------------------------------------------- | --- | --- | --- | --- | --- | --- | --- | --- | --- | --- | --- | --- | --- | --- | --- | --- | --- | --- | --- | --- | --- | --- |
| 1957   |                        | Alfa Romeo Giulietta SVZ                      | BUA | SEB | MIM | NÜR | LEM | KRI | CAR |     |     |     |     |     |     |     |     |     |     |     |     |     |     |     |
| 1957   |                        | Alfa Romeo Giulietta SVZ                      | 39  |     |     |     |     |     |     |     |     |     |     |     |     |     |     |     |     |     |     |     |     |     |
| 1960   | Scuderia Sant Ambroeus | Alfa Romeo Giulietta SZ                       | BUA | SEB | TAR | NÜR | LEM |     |     |     |     |     |     |     |     |     |     |     |     |     |     |     |     |     |
| 1960   | Scuderia Sant Ambroeus | Alfa Romeo Giulietta SZ                       | DNF |     |     |     |     |     |     |     |     |     |     |     |     |     |     |     |     |     |     |     |     |     |
| 1961   | Scuderia Sant Ambroeus | Alfa Romeo Giulietta SV Zagato Ferrari 250 GT | SEB | TAR | NÜR | LEM | PES |     |     |     |     |     |     |     |     |     |     |     |     |     |     |     |     |     |
| 1961   | Scuderia Sant Ambroeus | Alfa Romeo Giulietta SV Zagato Ferrari 250 GT |     | 10  |     |     | 6   |     |     |     |     |     |     |     |     |     |     |     |     |     |     |     |     |     |
| 1962   |                        | Alfa Romeo Giulietta                          | DAY | SEB | SEB | MAI | TAR | BER | NÜR | LEM | TAV | CCA | RTT | NÜR | BRI | BRI | PAR |     |     |     |     |     |     |     |
| 1962   |                        | Alfa Romeo Giulietta                          |     | 15  |     |     |     |     |     |     |     |     |     |     |     |     |     |     |     |     |     |     |     |     |
| 1963   | Scuderia St. Ambroeus  | Abarth-Simca 1300 Bialbero Alfa Romeo TZ      | DAY | SEB | SEB | TAR | SPA | MAI | NÜR | CON | ROS | LEM | MON | WIS | TAV | FRE | CCE | RTT | OVI | NÜR | MON | MON | TDF | BRI |
| 1963   | Scuderia St. Ambroeus  | Abarth-Simca 1300 Bialbero Alfa Romeo TZ      |     |     |     | DNF |     |     |     | 12  |     | DNF |     |     |     |     |     |     |     |     |     |     |     |     |
| 1964   | Scuderia Sant Ambroeus | Alfa Romeo TZ                                 | DAY | SEB | TAR | MON | SPA | CON | NÜR | ROS | LEM | REI | FRE | CCE | RTT | SIM | NÜR | MON | TDF | BRI | BRI | PAR |     |     |
| 1964   | Scuderia Sant Ambroeus | Alfa Romeo TZ                                 |     |     | 4   |     |     |     |     |     |     |     |     |     |     |     |     |     | DNF |     |     |     |     |     |
| 1965   | Scuderia Sant Ambroeus | Alfa Romeo TZ ASA RB613                       | DAY | SEB | BOL | MON | MON | RTT | TAR | SPA | NÜR | MUG | ROS | LEM | REI | BOZ | FRE | CCE | OVI | NÜR | BRI | BRI |     |     |
| 1965   | Scuderia Sant Ambroeus | Alfa Romeo TZ ASA RB613                       |     |     |     |     | 14  |     | 23  |     |     | DNF |     |     |     |     |     |     |     |     |     |     |     |     |